# مجنون الحكم (رواية)
مجنون الحكم رواية  ألفّها الكاتب والأديب المغربي ووزير الثقافة السابق بنسالم حميش. صدرت الرواية عام 1990 عن دار الشروق واعتُبرت من بينِ أفضل الروايات العربيّة المؤثرّة في الوطن العربي التي تسلّط الضوء على التاريخ العربي القديم حيثُ أحيا بنسالم حميش شخصية الحاكم بأمر الله الفاطمي في الرواية. أدرجها اتّحاد الكتّاب العرب ضمن أهمّ 105 رواية خلال القرن العشرين، ولم تقتصر على ذلك بل تحظى بمكانة مرموقة في عالم الروايات العربيّّة ذات المصادر التاريخيّة، لأنّها استلهمت من وقائع ومجريات وشخصيّات تاريخيّة. 

## الترجمة
قام أستاذ الأدب العربي والأدب المقارن بجامعة بنسيلفانيا ألن روجر بترجمة رواية مجنون الحكم، التي ألفّها الكاتب والأديب المغربي بنسالم حميش، بعد أن أبدى اهتمامه وإعجابه فيها، حيث ذكر «إنّها رواية تكشفُ عن ثقافة عالية وروائيّة فائقة ودراية بتقنيّات الكتابة». لفت انتباهه كما قالَ أسلوب الكاتب في وصل الحاضر بالماضي وهذا ما حثَّ ألن على ترجمة الرواية للغة الانجليزيّة موضّحا أنّ هذه الطبعة الجديدة المنقّحة تأتي في وقت مناسب لتصل الماضي بالحاضر، مع فروق لا تغيّر في الجوهر شيئا على كلّ الحكّام الطغاة الذين عجّ بهم التاريخ العربي سابقا وحاضرا، وذكر ألن أيضّا أنّ هذه الرواية من الروايات العربيّة التي أسهمت في نشر الوعي بوجوب إسقاط الأنظمة الطغيانيّة

## نقد
نقدت الرواية على يد لجنة التحكيم التي تمّ منحها جائزة «الناقد»، ذكرت محاولة الكاتب في استيعاب وإسقاط الحاضر على حكم الحاكم بأمر الله، الذي لم يلتزم الغالب التقليدي للروايات التاريخيّة، فحصر الشدّ الروائي بين اللوحات القصصيّة تارة والتسلسل الروائي تارة أخرى، مما أضاف على الرواية عبق التاريخ، فجعل الموضوع والأسلوب والشكل عملا فنيّا متكاملا، ومن ميزاتها مقدرتها على الإفادة من التراث السردي الغنيّ من ناحية اللغة المشتقة مع مادتها تاريخيّا ونفسيّا واجتماعيّا.                                                       

## ملخص الرواية
تعيد الرواية بناء فترة حكم الخليفة الفاطمي الحاكم بأمر الله أبي علي منصور عبر سرد يكشف تناقضاته وسلوكياته الغريبة، فمن تحريمه لأنواع معينة من المأكولات، ومنعه النساء من العمل، الى إصداره مراسيم غير مألوفة خلال نوبات من "السوداوية" – وهو الاسم الرمزي الذي أطلقه الكاتب على حالته النفسية المتقلبة. تبدأ الرواية بتوثيق هذا الميل العقلي غير الطبيعي من خلال خطاباته ومداخلاته، التي أعادت الرواية إنتاجها بصيغة سردية فلسفية، كاشفة عن البعد النفسي والسياسي لشخصيته. وفي معرض سردها للأزمات التي واجهت حكمه، تتوقف الرواية عند ثورة "أبا ركوة" المغربية، التي قادها إمام شاب وواجهت مقاومة عسكرية عنيفة في بلاد النوبة، ما يكشف عن مدى خشية النظام من أي تمرد. كما تبرز الرواية جانبي حكمه المتناقضين، بين الظلم والتعسف خلال فترات "السوداوية"، وبين ادعاء العدل والشعبية في لحظاته الانفصالية، حيث كان يفرض العقوبات علنًا أمام الناس بواسطة عبده المخلص "مسعود"، في طقس استعراضي يعكس طبيعته الاستبدادية. وتُختتم الرواية بنهاية مأساوية، حين يُقتل الحاكم على يد شقيقته "ست الملك"، في حبكة مستمدة من رواية شعبية تُخلّد نهاية طاغية وسمت شخصيته بالغرابة والتفرد والاستبداد.

## الشخصيات
- الحاكم بأمر الله : شخصية مركبة تجمع بين العبقرية والجنون وتعد رمزًا للاستبداد الفكري والقوة السياسية.هي محور السرد وتناقضاته تثير فكر القارئ.
- أبا ركوة : إمام شاب يقود تمردًا ضد الحكم يعكس روح المقاومة الشعبية والدينية لكنه يُقمع بالقوة العسكرية.
- العبد مسعود : يمثل السلطة التنفيذية ينفذ العقوبات أمام الجماهير وتجسيد لقسوة الحكم.
- ست الملك : الأخت القاتلة رمزية لانقلاب السلطة الذاتية تمثل نهاية الحكم استنادًا إلى روايات شعبية في مصر.
- المؤرخون والنصوص التاريخية : شخصيات غير مباشرة تشارك عبر الهوامش والمراجع تضفي طابع الوثيقة والسرد الأكاديمي مما يوصل الكتاب في هوامشه إلى تجربة هجينة بين الرواية التاريخية والبحث الأكاديمي.[5]

## البنية الفنية
تنقسم الرواية إلى مدخل وأربعة أبواب تضمّ 7 فصول مع ملحق بالهوامش والمراجع. هذا التنسيق يشبه الكتب الأكاديمية إذ يساعد على دمج البحث والتوثيق ضمن رواية جادة تعزز التفاعل بين النص الرسمي والعلاقات المضمرة بين النصوص.

## المغزى الفكري والأدبي
تعكس الرواية بُعدًا فكريًا وأدبيًا غنيًا يتجلى في إسقاط الماضي على الحاضر، حيث يعيد الكاتب تشكيل تجربة تاريخية بمنظور فني يحيي التاريخ ليطرح أسئلة راهنة حول طبيعة السلطة والعلاقات الإنسانية. فالرواية لا تكتفي بعرض الأحداث، بل تتجاوز الدور التوثيقي نحو نقد السلطة المطلقة، من خلال تسليط الضوء على شخصية الحاكم بأمر الله التي تتأرجح بين الاستبداد والعدل، بما يعكس هشاشة الحكم المطلق وتقلباته الخطيرة المرتبطة بالنفسية الفردية للحاكم. وفي هذا السياق، تنجح الرواية في إعادة صياغة التاريخ عبر تحويل الكتابة التاريخية الجافة إلى سرد حي نابض بالتخييل والحيوية، كما أثنت على ذلك لجنة تحكيم جائزة "الناقد". ويُعزز هذا الإنجاز الأسلوبي أسلوب اللغة التي يستخدمها بنسالم حميش، إذ يتهجن بين النصوص التاريخية والحوار الروائي، جامعًا بين الجدية والسخرية، والبناء الأكاديمي والطبقات السردية المتعددة. وتفتح هذه التوليفة الفنية المجال أمام قراءة فلسفية معمقة، خصوصًا عبر تشريح الشخصية الحاكمة وتقلباتها النفسية، مما يتيح تأملاً في طبيعة الجنون السياسي وتمثلاته النفسية والاجتماعية.

## اقتباسات
هذه مجموعةٌ من الاقتباسات من الرواية:
- «أرى فيك أخلاقًا حسانا قبيحة.. وأنت لعمري كالذي أنا واصف»
- «قريب بعيد باذل متمنع.. كريم بخيل مستقيم مخالف»
- «كذوب صدوق ليس يدري صديقه.. أيجفوه من تخليطه أم يلاطف»
- «فلا أنت ذو غش ولا أنت ناصح.. وإنّي لفي شك لأمرك واقف»
- «كذلك لساني هاجن لك مادح.. كما أن قلبي جاهل بك عارف»